# China Zorrilla
Concepción Matilde Zorrilla de San Martín Muñoz, coneguda popularment com a China Zorrilla (Montevideo, 14 de març de 1922 − Montevideo, 17 de setembre de 2014) fou una actriu uruguaiana.
Va ser filla de l'escultor José Luis Zorrilla de San Martín i neta del poeta i diplomàtic Juan Zorrilla de San Martín.
Va ser alumna de la il·lustre actriu catalana Margarida Xirgu. La seva carrera, prolongadíssima, va alternar entre Uruguai i Argentina, i va incloure ràdio, televisió, cinema i teatre.
Al novembre de 2008 el govern francès li atorgà la Legió d'Honor en el grau de Chevalier, el 2000, el govern xilè l'Orde al Mèrit Docent i Cultural Gabriela Mistral, el govern argentí la Orden de Mayo i el 2011 el govern uruguaià la va homenatjar amb un segell de correu.

## Filmografia
| Any  | Títol                         | Paper              | Notes        |
| ---- | ----------------------------- | ------------------ | ------------ |
| 1971 | Un Guapo del 900              |                    |              |
| 1972 | La maffia                     | Assunta            |              |
| 1973 | Las venganzas de Beto Sánchez | Professora         |              |
| 1974 | La tregua                     |                    |              |
| 1975 | Los gauchos judíos            |                    |              |
| 1975 | Triángulo de cuatro           |                    |              |
| 1975 | Las sorpresas                 |                    |              |
| 1982 | La invitación                 |                    |              |
| 1982 | Pubis angelical               |                    |              |
| 1982 | Últimos días de la víctima    | Beba               |              |
| 1982 | Señora de nadie               |                    |              |
| 1984 | Darse cuenta                  |                    |              |
| 1985 | Esperando la carroza          | Elvira Romero      |              |
| 1985 | Contar hasta diez             |                    |              |
| 1986 | Pobre mariposa                |                    |              |
| 1989 | Nunca estuve en Viena         | Carlota            |              |
| 1991 | Dios los cría                 |                    |              |
| 1991 | El verano del potro           | Ana                |              |
| 1992 | Cuatro caras para Victoria    | Victoria Ocampo IV |              |
| 1992 | La Peste                      | Emma Rieux         |              |
| 1994 | Guerriers et captives         |                    |              |
| 1995 | Fotos del alma                | Esthercita         |              |
| 1995 | La nave de los locos          | Dr. Marta Caminos  |              |
| 1996 | Besos en la frente            | Mercedes Arévalo   |              |
| 1996 | Lola Mora                     |                    |              |
| 1997 | Sin querer                    |                    |              |
| 1997 | Entre la sombra y el alma     |                    | Curtmetratge |
| 2004 | Conversaciones con mamá       | Mamá               |              |
| 2005 | Elsa y Fred                   | Elsa               |              |
| 2007 | Tocar el cielo                | Imperio            |              |